# Matt Schneiderman
Matthew John Schneiderman, detto Matt (Marshalltown, 21 marzo 1981), è un ex cestista statunitense.

## Palmarès
- Campionato svizzero: 2

SAV Vacallo: 2008-09
Lugano Tigers: 2013-14
- Coppa di Svizzera: 1

SAV Vacallo: 2009
- Coppa di Lega svizzera: 1

Lugano Tigers: 2011